# 크래커 엔터테인먼트의 음반
이 문서는 크래커 엔터테인먼트에서 발매한 음반 목록이다. 전신인 콜라보따리와 같이 넣을 수 있다.

## 2010년대
- 2012년 8월 22일 멜로디데이 - 각시탈 OST Part.5[1]
- 2012년 9월 3일 멜로디데이 - 골든타임 OST Part.7
- 2012년 9월 28일 멜로디데이 - 내 딸 서영이 OST Part.1
- 2012년 12월 10일 멜로디데이 - 드라마의 제왕 OST Part.3
- 2013년 2월 20일 멜로디데이 - 7급 공무원 OST Part.4[2]
- 2013년 6월 26일 멜로디데이 - [Digital Single] New Wave Studio Rookie (Vol.1)
- 2013년 7월 16일 멜로디데이 - 너의 목소리가 들려 OST Part.5
- 2013년 9월 11일 멜로디데이 - 주군의 태양 OST Part.6
- 2013년 10월 24일 멜로디데이 - 매디컬탑팀 OST Part.2
- 2013년 11월 4일 멜로디데이 - 미래의 선택 OST Part.3[3]
- 2013년 11월 27일 멜로디데이 - 예쁜남자 OST Part.2[4]
- 2014년 2월 25일 멜로디데이 - [Digital Single] 어떤 안녕
- 2014년 4월 25일 멜로디데이 - 호텔킹 OST Part.1
- 2014년 5월 22일 멜로디데이 - [Digital Single] 마지막 처음[5]
- 2014년 8월 14일 멜로디데이 - [Digital Single] 사실은 말야[6]
- 2014년 8월 20일 멜로디데이 - 운명처럼 널 사랑해 OST Part.7
- 2014년 11월 4일 멜로디데이 - 내일도 칸타빌레 OST Part.1
- 2014년 11월 17일 차희 - 내일도 칸타빌레 OST Part.2
- 2014년 12월 2일 멜로디데이 - 내일도 칸타빌레 OST[7]
- 2014년 12월 12일 멜로디데이 - [Digital Single] 겁나
- 2015년 5월 12일 여은 - 여왕의 꽃 OST Part.3
- 2015년 6월 9일 멜로디데이 - [Digital Single] #LoveMe
- 2015년 10월 7일 멜로디데이 - [Digital Single] Speed Up
- 2015년 11월 18일 예인 - 유일랍미 OST Part.2
- 2015년 12월 3일 여은 - [Digital Single] 날 보러 와요
- 2015년 12월 28일 멜로디데이 - [Digital Single] 비가 내리면
- 2016년 1월 9일 여은 - 응답하라 1988 OST Part.10
- 2016년 7월 1일 멜로디데이 - COLOR
- 2016년 7월 9일 여은 - 미녀 공심이 OST Part.9
- 2016년 7월 14일 예인 - [Digital Single] 우리의 시간[8]
- 2016년 9월 7일 여은 - W OST Part.9[9]
- 2016년 12월 3일 여은 - 아버님 제가 모실게요 OST Part.4
- 2017년 1월 25일 멜로디데이 - [Digital Single] 바빠 보여요
- 2017년 2월 15일 멜로디데이 - KISS ON THE LIPS
- 2017년 3월 9일 주학년 - [Digital Single] PRODUCE 101 - 나야 나 (PICK ME)[10]
- 2017년 3월 23일 멜로디데이 - 사임당,빛의 일기 OST Part.8
- 2017년 5월 6일 주학년 - [Digital Single] PRODUCE 101 - 나야 나 (PICK ME) (Piano Ver.)[11]
- 2017년 9월 27일 차희 - 병원선 OST Part.5
- 2017년 10월 13일 여은 - [Digital Single] 밥은 먹고 말해요[12]
- 2017년 11월 6일 차희 - 사랑의 온도 OST Part.8
- 2017년 12월 6일 더보이즈 - The First
- 2018년 1월 20일 여은,유민,차희 - [Digital Single] THE UNI+ G STEP 1
- 2018년 2월 10일 여은,차희 - [Digital Single] THE UNI+ FINAL
- 2018년 4월 3일 더보이즈 - The Start
- 2018년 4월 21일 여은 - 인형의 집 OST Part.7
- 2018년 6월 29일 멜로디데이 - [Digital Single] 잠은 안 오고
- 2018년 7월 12일 더보이즈 - [Digital Single] 지킬게
- 2018년 9월 5일 더보이즈 - [Digital Single] THE SPHERE
- 2018년 9월 7일 차희 - 내 아이디는 강남미인 OST Part.8[13]
- 2018년 9월 15일 여은 - 내 아이디는 강남미인 OST Part.9
- 2018년 11월 29일 더보이즈 - THE ONLY
- 2019년 1월 12일 여은 - 하나뿐인 내편 OST Part.23
- 2019년 3월 21일 권희준 - [Digital Single] _지마 (X1-MA)[14]
- 2019년 4월 29일 더보이즈 - [Digital Single] Bloom Bloom
- 2019년 8월 19일 더보이즈 - DREAMLIKE
- 2019년 11월 7일 더보이즈 - [Japan] TATTOO
- 2019년 12월 6일 더보이즈 - [Digital Single] 화이트[15]

## 2020년 ~ 2021년
- 2020년 2월 10일 더보이즈 - REVEAL
- 2020년 5월 22일 더보이즈 - [Digital Single] 로드 투 킹덤 <왕의 노래> Part.2
- 2020년 6월 12일 더보이즈 - [Digital Single] CHECKMATE[16]
- 2020년 9월 21일 더보이즈 - CHASE
- 2020년 12월 7일 더보이즈 - [Digital Single] Christmassy!
- 2021년 1월 7일 뉴, 현재, 선우 - 런 온 OST Part.7
- 2021년 3월 17일 더보이즈 - [Japan] Breaking Dawn
- 2021년 4월 23일 더보이즈 - [Digital Single] 킹덤 <RE-BORN> Part.1[17]
- 2021년 5월 28일 더보이즈 - [Digital Single] KINGDOM COME[18]
- 2021년 6월 1일 더보이즈 - 라켓소년단 OST Part.1
- 2021년 7월 11일 더보이즈 - [Digital Single] Drink It
- 2021년 8월 9일 더보이즈 - THRILL-LING
- 2022년 3월 2일 더보이즈 - [Digital Single] 웹툰 '나 혼자만 레벨업' OST Echo